# Marnie Stern
Marnie Stern (18 marzo 1976) è una cantautrice e chitarrista statunitense.

## Discografia
Album
- 2007 - In Advance of the Broken Arm
- 2008 - This Is It and I Am It and You Are It and So Is That and He Is It and She Is It and It Is It and That Is That
- 2010 - Marnie Stern
- 2013 - The Chronicles of Marnia
- 2023 - The Comeback Kid